# Luxembourg (by)
 For alternative betydninger, se Luxembourg (flertydig). (Se også artikler, som begynder med Luxembourg)
 Der er for få eller ingen kildehenvisninger i denne artikel, hvilket er et problem. Du kan hjælpe ved at angive troværdige kilder til de påstande, som fremføres i artiklen.

Luxembourg er hovedstaden i storhertugdømmet Luxembourg. Byen har omkring 92.000 indbyggere (2010) og huser en række EU-institutioner, bl.a. EU-domstolen, Europa-Parlamentets sekretariat og Den Europæiske Revisionsret.

## Historie
I den romerske æra beskyttede et fæstet tårn krydset mellem to romerske veje, der mødtes på stedet for Luxembourg by. Gennem en handelstraktat med abbeden for Skt. Maximin i Trier i 963, krævede Siegfried I af Ardennerne, en nær slægtning til Ludvig II og Otto den Store, feudal magt over Luxembourg. Siegfried byggede sit slot, kaldet Lucilinburhuc ("lille slot").
I 987 velsignede ærkebiskop Egbert af Trier fem altre i Indfrielseskirken (i dag St. Michaels Kirke). Ved en romersk korsvej nær kirken fremkom en markedsplads hvoromkring byen udviklede sig.
Byen har på grund af sin beliggenhed og naturlige geografi været af militær strategisk betydning gennem historien. De første fæstninger blev bygget så tidligt som det 10. århundrede. Ved slutningen af det 12. århundrede blev nye mure, der omkredsede et areal på 50.000 m², bygget, eftersom byen ekspanderedes vestpå omkring den nye Sankt Nikolaus Kirke (i dag Notre-Dame Katedral.
Omkring 1340, under Johan af Luxembourgs styre, blev nye fæstningsværker bygget, som blev stående til 1867.
I 1443 besejrede burgunderne under Philip III Luxembourg. Luxembourg blev del af Burgund, og senere det spanske imperium og det habsburgske monarki, og under den habsburgske administration blev Luxembourg Slot gentagne gange styrket, så Luxembourg ved det 16. århundrede var et af de stærkeste fæstningsværker i Europa. Efterfølgende erobrede burgunderne, spanierne, franskmændene, spanierne igen, østrigerne, franskmændene igen og til sidst preusserne Luxembourg.

## Geografi

### Topografi
Luxembourg by ligger på den sydlige del af Luxembourg plateauet, som er en stor sandstensformation fra den tidlige jura, som former hjertet af Gutland, et lavtliggende og fladt område, der dækker de to tredjedele af landet fra syd.
Luxembourg bys kommune dækker et areal på over 51 km², eller 2% af storhertugdømmets totale areal. Dette gør byen til den fjerde største kommune i Luxembourg, og klart det største byområde. Luxembourg by er ikke særligt tætbefolket, da der er under 1.500 indbyggere på kvadratkilometer; store dele af byen er holdt som parker, skovområder eller områder af særlig betydning (især dele optaget på UNESCO's verdensarvsliste). Der er samtidig store markområder for landbrug, der er beliggende inden for byens grænser.

### Bydele
Luxembourg by er opdelt i 24 bydele, som dækker hele kommunen. Bydelene svarer som regel til store nabolag og forstæder i byen selvom få historiske distrikter, så som Bonnevoie, er opdelt i to bydele. Bydelene er de mindste lokale administrative enheder i Luxembourg.
| - Beggen - Belair - Bonnevoie-Verlorenkost Nord - Bonnevoie Syd - Cents - Cessange - Clausen - Dommeldange - Eich - Gare - Gasperich - Grund | - Hamm - Hollerich - Kirchberg - Limpertsberg - Merl - Muhlenbach - Neudorf-Weimershof - Pfaffenthal - Pulvermuhl - Rollingergrund-Nord Belair - Ville Haute - Weimerskirch |

### Klima
Luxembourg by har et mildt fastlandsklima, kendetegnet ved moderat høj nedbørsmængde.
|                                  | Jan | Feb | Mar | Apr | Maj | Jun | Jul | Aug | Sep | Okt | Nov | Dec |
| -------------------------------- | --- | --- | --- | --- | --- | --- | --- | --- | --- | --- | --- | --- |
| Gnsn. daglig max-temperatur (°C) | 3   | 4   | 10  | 14  | 18  | 21  | 23  | 22  | 19  | 13  | 7   | 4   |
| Gnsn. daglig min-temperatur (°C) | -1  | -1  | 1   | 4   | 8   | 11  | 13  | 12  | 10  | 6   | 3   | 0   |
| Gnsn. total nedbør (mm)          | 61  | 65  | 42  | 47  | 64  | 64  | 60  | 84  | 72  | 53  | 67  | 81  |
| Gnsn. antal regndage (0,25mm+)   | 20  | 16  | 14  | 13  | 15  | 14  | 14  | 15  | 16  | 15  | 19  | 20  |
| Gnsn. solskin (timer pr. dag)    | 1   | 2   | 5   | 6   | 6   | 6   | 6   | 6   | 5   | 3   | 1   | 1   |
| Kilde: BBC Weather               |     |     |     |     |     |     |     |     |     |     |     |     |

## Kultur
Byen Luxemburg med storregionen blev foruden den rumænske by Sibiu valgt til Europas kulturhovedstad 2007. Over 600 projekter og enkeltforanstaltninger blev sat i værk til kulturåret i hele området, der omfatter Luxemburg, Lothringen, Saarland, det vestlige Rheinland-Pfalz og Wallonien og disse blev frembudt i løbet af året. Omdrejningspunktet for kulturåret var to rotunder, som tidligere tjente som lokomotivstalde og som blev ombygget til et nyt kulturcentrum især for unge. Det officielle logo for kulturåret var en blå hjort, der var gennemgående i hele kulturområdet i forskellige variationer.

## Turistattraktioner
Interessante steder inkluderer den nygotiske Notre Dame katedral, forsvarsværkerne, Storfyrstens palads, Gëlle Fra krigsmonumentet, kasematterne, Neumünster-klostret, Place d'Armes, Adolphebroen og rådhushallen. Byen er hjemsted for Luxembourg Universitet og Radio Luxembourg.
Luxembourg amerikanske kirkegård og mindested fra 2. verdenskrig ligger ligeledes indenfor bygrænsen. Kirkegården er det sidste hvilested for 5.076 amerikanske militærpersoner, inklusiv general George S. Patton. Der er ligeledes et mindested for 371 amerikanere hvis lig aldrig blev fundet eller identificeret.
Andre interessante steder inkluderer:
| - Amtunnelen - Conservatoire de Luxembourg - d'Coque | - Tusindeårsmonumentet - Mudam - det Nationale museum for historie og kunst | - det Nationale museum for naturhistorie - Philharmonie Luxembourg - Villa Louvigny |

## Økonomi
Luxemburg er virksomheds- og administrationssæde for den fusionerede og største stålfremstiller på verdensplan, ArcelorMittal. Selskabet opstod i 2007 gennem fusionen mellem den dengang selvstændige, multinationale stålvirksomhed Arcelor og den indiske stålfremstiller Mittal. Forvaltningen har plads i en nyklassicistisk bygning på Avenue de la Liberté, hovedstadens største boulevard.

## EU
En af medstifterne af Kul- og Stålunionen (forløberen til EU), Robert Schuman, var oprindeligt fra Luxembourg, hvilket har medført, at byen er ét af de tre hovedsæder for unionen. Byen huser nogle af de vigtigste institutioner i EU, herunder EU-domstolen, Europæiske Investeringsbank, Den Europæiske Revisionsret og et sekretariat for Europa-Parlamentet.

## Venskabsbyer
Luxembourg har indgået partnerskab med følgende byer (eller for Storbritannien distrikter):
- Camden, Storbritannien[2]
- Wythenshawe Storbritannien
- Metz, Frankrig
- Moskva, Rusland
- St. Petersborg, Rusland

## Fodnoter
1. ↑  "Eine Multikulti-Stadt expandiert" (luxembourgsk). tageblatt.lu. 2011-02-09.
2. ↑  "Twin Towns in the UK". Dorset Twinning Association. 11. maj 2007. Arkiveret fra originalen 29. december 2007. Hentet 2007-09-21.